# Gaspar Woskanow
Gaspar Karapietrowicz Woskanow, właściwie Gaspar Karapietrowicz Woskanian (ros. Гаспар Карапетович Восканов/Восканян, orm. Գասպար Կարապետի Ոսկանյան, ur. 21 grudnia 1886?/2 stycznia 1887 w Grigoriopolu, zm. 20 września 1937 w Moskwie) − radziecki wojskowy narodowości ormiańskiej, komandarm II rangi, podpułkownik armii Imperium Rosyjskiego.

## Życiorys
Urodził się w ormiańskiej rodzinie mieszczańskiej na terytorium obecnego Naddniestrza. Początkowo kształcił się w domu, a od 15 marca 1908 służył w rosyjskiej armii, początkowo w rezerwowym pułku piechoty w Benderach. W 1913 ukończył szkołę wojskową w Tyflisie (Tbilisi). Walczył w czasie I wojny światowej na Froncie Południowo-Zachodnim i Zachodnim. Po rewolucji lutowej w 1917 został członkiem komitetu pułkowego, dowodził 11 samodzielnym pułkiem piechoty. Po rewolucji październikowej w czerwcu 1918 roku wstąpił do Armii Czerwonej. Do października 1919 roku dowodził 25 i 49 Dywizją Strzelecką, następnie kwietnia 1920 dowódca 4 Armii, a przez kolejne dwa miesiące 2 Armii Robotniczej. Walczył w wojnie domowej w Rosji i w wojnie polsko-bolszewickiej. Od czerwca do sierpnia 1920 roku dowódca 12 Armii Frontu Południowo-Zachodniego Aleksandra Jegorowa.
Po zakończeniu  wojny polsko-bolszewickiej służył dalej w armii. W 1922 ukończył kursy przy Akademii Wojskowej im. Frunzego, później pełnił funkcje dowódcze w rejonie witebskim oraz w Jelizawietgradzie i Odessie, w 1924 pozostawał w rezerwie i potem krótko w dyspozycji Głównego Zarządu Armii Czerwonej. We wrześniu 1925 został pomocnikiem dowódcy wojsk Frontu Turkiestańskiego, brał udział w walkach z basmaczami w Azji Środkowej i Turkiestanie, w marcu 1926 został skierowany do dyspozycji Departamentu 4 Sztabu Armii Czerwonej. W kwietniu 1926 mianowany attaché wojskowym przy ambasadzie ZSRR w Finlandii, od kwietnia do lipca 1929 był attaché wojskowym ZSRR w Turcji, a od lipca 1929 do grudnia 1930 we Włoszech, następnie został zwolniony do rezerwy. Od 1931 do 1936 pełnił funkcję kierownika sektora wojskowego przy Wszechzwiązkowego Komitetu Standaryzacji przy Radzie Pracy i Obrony ZSRR i następnie zastępcy przewodniczącego Centralnej Rady Osoawiachimu. 16 kwietnia 1936 otrzymał stopień komkora. Był dwukrotnie odznaczony Orderem Czerwonego Sztandaru (23 stycznia 1920 i 5 czerwca 1922). Znał język mołdawski, turecki, perski i grecki.
28 maja 1937 został aresztowany, 20 września 1937 skazany na śmierć przez Wojskowe Kolegium Sądu Najwyższego ZSRR pod zarzutem udziału w wojskowym spisku oraz antyradziecką i terrorystyczną działalność i tego samego dnia rozstrzelany. 29 grudnia 1956 został pośmiertnie zrehabilitowany.